# Jimbe (Jenangan)
Jimbe is een bestuurslaag in het regentschap Ponorogo van de provincie Oost-Java, Indonesië. Jimbe telt 3177 inwoners (volkstelling 2010).